# Freila (kommunhuvudort)
Freila är en kommunhuvudort i Spanien.   Den ligger i provinsen Provincia de Granada och regionen Andalusien, i den södra delen av landet, 300 km söder om huvudstaden Madrid. Freila ligger 817 meter över havet och antalet invånare är 1 051.
Terrängen runt Freila är kuperad. Runt Freila är det ganska glesbefolkat, med 38 invånare per kvadratkilometer. Närmaste större samhälle är Baza, 12,7 km öster om Freila. Trakten runt Freila består till största delen av jordbruksmark.